# 福井車站 (岡山縣)
福井站（日语：／ Fukui eki */?）位於岡山縣倉敷市福井，是水島臨海鐵道水島本線的車站，車站編號為MR3。

## 車站構造
為單式1面1線的地上車站。屬於無人車站。

## 利用狀況
1日平均上下車人次推移情況如下：
| 年度               | 1日平均 上車人次 | 1日平均 上下車人次 |
| ------------------ | ---------------- | ------------------ |
| 1999年（平成11年） | 377              | 766                |
| 2000年（平成12年） | 391              | 798                |
| 2001年（平成13年） | 376              | 760                |
| 2002年（平成14年） | 355              | 714                |
| 2003年（平成15年） | 334              | 660                |
| 2004年（平成16年） | 324              | 640                |
| 2005年（平成17年） | 302              | 590                |
| 2006年（平成18年） | 315              | 611                |
| 2007年（平成19年） | 318              | 618                |
| 2008年（平成20年） | 373              | 727                |
| 2009年（平成21年） | 324              | 644                |

## 車站周邊
車站周邊有住宅、田地、工廠和學校，沿線較為寧靜。
- 岡山縣立倉敷中央高等學校（日语：岡山県立倉敷中央高等学校）
- 倉敷市立南中学校（日语：倉敷市立南中学校）
- 玉島信用金庫（日语：玉島信用金庫）
- 香川銀行（日语：香川銀行）
- 倉敷電纜電視台（日语：倉敷ケーブルテレビ）本社

## 歷史
- 1989年（平成元年）3月29日 - 開業。

## 相鄰車站
水島臨海鐵道
水島本線
西富井（MR2）－福井（MR3）－浦田（MR4）